# Villeneuve (Vaud)
Villeneuve (en alemán Neuenstadt am Genfersee, literalmente Villanueva) es una comuna suiza del cantón de Vaud, ubicada en el distrito de Aigle. La comuna está ubicada al extremo oriental del lago Lemán. Limita al norte con las comunas de Montreux, La Tour-de-Peilz y Veytaux, al este con Rossinière y Château d'Œx, al sur con Ormont-Dessous, Corbeyrier y Roche, y al oeste con Rennaz y Noville.
La comuna formó parte del círculo de Villeneuve, disuelto el 31 de diciembre de 2007 con la entrada en vigor de la nueva ley de ordenamiento territorial del cantón de Vaud. 

## Transportes
Ferrocarril
La estación de Villeneuve garantiza el acceso ferroviario de la comuna. Es el punto de inicio de dos líneas del denominado RER Vaud, así como parada de trenes RegioExpress.